# روثد
رَوثَد هو جنس أسمك من شعاعيات الزعانف تنتمي إلى فصيلة Caesionidae. مهدها المحيط الهندي وغرب المحيط الهادئ إلا أن أحد الأنواع قد غزا شرق البحر الأبيض المتوسط عبر قناة السويس بهجرة لسبسية.

## الصفات
أجسامها صغيرة القد إهليلجية معتدلة التبطيط تطول من ١٥ إلى ٢٠ سم.

## الصيد
تعد أسماك الروثد ذات أهمية لمصايد الأسماك الشاطئية. تُصاد بالشباك والقرقور وشباك الجر. يُباع المصيد أما طازجًا أو يُحفظ مملحًا. تُصاد صغار بعض الأنواع لاستخدامها طُعمًا في مصايد التونة. 